# 二十分可乐
《二十分可乐》是金华电视台经济生活频道和金华市曲艺家协会联合制作、拍摄的一档金华本土家庭情景喜剧。该剧于2006年1月8日起每周日晚代替《新闻节节棒》周末版在经济生活频道播出，直至2011年底:292。后续又拍摄了第二季《桃花朵朵开》（2012年）和第三季《金华三宝》（2015年）。
节目以金华普通市民老林头一家的生活为核心，以金华话为主要对白语言，剧情围绕林土根夫妇、其三个未婚儿子、以及来自汤溪的保姆花花等角色展开:292，题材涉及彩票、保姆、住房、交通、股票、传销、诈骗、高考、物价、新农村、迎奥运等一系列当时的社会热点；设置以棚内为主，少量金华市区、郊乡内的外景为辅。每逢“五一”、“十一”节日播出时，栏目则推出“七天乐”系列：如翻拍电影、电视剧，以及联动节目“八婺各县市方言妙会”、“戏说古金华府趣事”等外景拍摄。
《二十分可乐》的制作、导演及演员团队全部来自金华本地，成员背景涵盖婺剧、曲艺、表演及电视制作等多个领域:285。节目策划始于2000年代中期，正值中国其他地方电视台制作的《外来媳妇本地郎》、《雾都夜话》等地方情景剧、以及浙江省内方言电视节目兴起之际，《二十分可乐》也应运而生，成为当时全中国制作并播出的80部本土情景喜剧之一。

## 演员表
| 演員:273 | 角色   | 介紹                                                 |
| -------- | ------ | ---------------------------------------------------- |
| 萧家林   | 林土根 | 老林头                                               |
| 朱芸香   | 林大妈 | 林土根之妻                                           |
| 周子清   | 林根清 | 林土根、林大妈的大儿子、特点憨厚老实                 |
| 王悦丰   | 林根丰 | 林土根、林大妈的二儿子、特点精明爱钱                 |
| 秦添     | 林根宝 | 林土根、林大妈的小儿子、特点时尚另类                 |
| 章晓华   | 花花   | 来自汤溪、在老林头家做家政的保姆，偶尔使用汤溪话对白 |

## 反响
《二十分可乐》收视率从开播之初的3.87，最高曾达到23个点，大部分剧集收视率保持在10%-20%之间。
中国广播电视出版社及浙江文艺音像出版社曾出版发行《二十分可乐》剧本书及VCD光碟各一套。